# Black Myth: Wukong
Black Myth: Wukong (chinesisch 黑神話：悟空 / 黑神话：悟空, Pinyin Hēishénhuà: Wùkōng) ist ein Action-Rollenspiel des chinesischen Indie-Game-Entwicklers Game Science und basiert auf dem im 16. Jahrhundert geschriebenen chinesischen Roman Die Reise nach Westen. Es wurde am 20. August 2024 für PlayStation 5 und PC veröffentlicht. Eine Veröffentlichung für Xbox-Series-Systeme erfolgt zu einem späteren Zeitpunkt.
Am Tag seiner Veröffentlichung brach Black Myth: Wukong den Rekord des meistgespielten Einzelspieler-Spiels auf Steam.

## Gameplay
Das Spiel ist ein Einzelspieler-Action-Rollenspiel mit Soulslike-Elementen aus der Third-Person-Perspektive. Inspiriert ist das Spiel von dem klassischen chinesischen Roman Die Reise nach Westen aus dem 16. Jahrhundert. Der Spieler steuert dabei den Protagonisten Sun Wukong. Die Waffe des Protagonisten ist ein Stab, der auf dem Ruyi Jingu Bang aus dem Roman basiert. 

## Marketing
Am 20. August 2020 veröffentlichten die Entwickler ein 13-minütiges Gameplay-Video. Innerhalb eines Tages erreichte das Video nahezu zwei Millionen Aufrufe auf YouTube und 10 Millionen Aufrufe auf Bilibili. Am 9. Februar 2021 wurde zur Feier des chinesischen Neujahrs ein dreiminütiger Gameplay-Trailer veröffentlicht. Am 20. August 2021 wurde ein fast 13-minütiges Gameplay-Video in der Unreal Engine 5 veröffentlicht, in der das Spiel nunmehr entwickelt wurde. Laut Nvidia ist es das erste Spiel, das Unreal Engine 5 und die DLSS-Technologie gemeinsam verwendet. Im Dezember 2023, als das Veröffentlichungsdatum bekannt gegeben wurde, erschien ein weiterer Trailer. Im August 2024 wurde vor der Veröffentlichung noch ein weiterer Trailer veröffentlicht.

## Veröffentlichung und Rezeption
In einem Interview mit IGN China im Jahr 2020 erklärten die Entwickler, dass die Veröffentlichung im Jahr 2023 geplant sei. Das Spiel wurde schließlich am 20. August 2024 für PC und PS5 veröffentlicht. Eine Veröffentlichung für Xbox-Series-Systeme ist zu einem späteren Zeitpunkt vorgesehen.
Am Tag seiner Veröffentlichung brach Black Myth: Wukong den Rekord des meistgespielten Einzelspieler-Spiels auf Steam. Es wurde am 20. August von mindestens 2,22 Millionen Menschen gleichzeitig über Steam gespielt und brach damit den von Cyberpunk 2077 im Jahr 2020 aufgestellten Rekord um mehr als das Doppelte. Die chinesische Computerspielproduktion war außerdem am Tag seiner Veröffentlichung das meistgespielte Spiel des Jahres 2024; es brach den von Palworld gehaltenen Steam-Rekord, das im selben Jahr von 2,1 Millionen Steam-Benutzern gleichzeitig gespielt worden war. Der Rekord des gleichzeitig meistgespielten Spiels auf Steam wird weiterhin vom Multiplayer-Spiel PUBG: Battlegrounds gehalten.
Bei den Golden Joystick Awards 2024 wurde das Spiel als Ultimate Game of the Year und für das Best Visual Design ausgezeichnet. Bei den Game Awards 2024 erhielt es den Preis für das beste Actionspiel sowie den Publikumspreis.